# Falk Wienecke
Falk Wienecke (* 30. Mai 1944 in Magdeburg; † 19. März 2010 in Bremen) war ein deutscher Arzt und Filmautor.  

## Leben
Nach seiner Geburt in Magdeburg verbrachte er seine Kindheit und Schulzeit in Bremen. Er studierte in Berlin, Hamburg und Freiburg Medizin und Soziologie.
Zunächst arbeitete er als Facharzt in verschiedenen Krankenhäusern in Norddeutschland, anschließend war er im Bereich Medizin am Institut für Wissenschaftlichen Film in Göttingen beschäftigt. Es folgten Festanstellungen als Filmautor für das wöchentliche „ZEIT-TV“-Magazin der Wochenzeitung Die Zeit und beim NDR in Hamburg sowie eine freiberufliche Schaffensphase als selbstständiger Dokumentarfilmemacher in Bremen. Wieneckes Filme wurden im ZDF und auf 3sat, und in verschiedenen dritten Programmen ausgestrahlt.
Der inhaltliche Schwerpunkt seiner Arbeit als Journalist war die kritische Betrachtung der Wechselbeziehungen zwischen Medizin, Wissenschaft, Wirtschaft und Gesellschaft sowie Hintergrundrecherchen zu politisch brisanten Themen. Seine umfassenderen Dokumentationen widmen sich unter anderem den Umständen der Nuklearkatastrophe von Tschernobyl, der Entwicklung der Gehirnforschung und den Theorien Rupert Sheldrakes zur Bewusstseinserweiterung.
Nach fast 20-jähriger Schaffenszeit als Journalist kehrte Wienecke schließlich zur medizinischen Tätigkeit zurück und arbeitete für mehrere Jahre im arbeitsmedizinischen Dienst. Nach plötzlicher schwerer Krankheit verstarb er kurz nach seiner Pensionierung im Frühjahr 2010 in Bremen.

## Werke (Auswahl)
- 1973: Psychosexuelle Reaktionen auf Bilder und Filme sexueller Thematik; eine experimentelle Untersuchung mit 192 Männern unter Berücksichtigung formaler und inhaltlicher Stimulusvariablen. Dissertation an der Universität Hamburg, Institut für Sexualforschung 1973.
- 1988: Die Grenzen des »modernen Blicks«. Universitas 8, S. 895–901

Dokumentationen:
- 1991: Gehirne haben kein Gedächtnis : vom Erinnern und Vergessen.
- 1996: Russische Deserteure und der BND: Abgeschöpft, abgeschoben.
- 1998: Der wahre Grund von Tschernobyl?  (43 min.).
- 1999: Achtung, Lawinen! Die todbringende weisse Naturgewalt (45 min.).
- 1999: Wenn Medizin zu teuer wird (45 min.).
- 2000: Rupert Sheldrake - Genie oder Scharlatan (35 min).
- 2001: Unter die Haut – Kosmetik zwischen Magie und Medizin (45 min.).
- 2001: Das Geheimnis des Bewusstseins – Ist der freie Wille eine Illusion? (35 min.).
- 2002: Bildstörung oder kosmischer Durchblick? – Die Legende vom erweiterten Bewusstsein (30 min.).